# Carex rosea
Carex rosea är en halvgräsart som beskrevs av Carl Ludwig von Willdenow. Carex rosea ingår i släktet starrar, och familjen halvgräs. Inga underarter finns listade i Catalogue of Life.